# Bitfinex
Bitfinex是一個加密貨幣交易平台，由iFinex Inc擁有及營運。注册地區為英属维尔京群岛。
在2015年，交易所黑客攻击事件令投資者失去约400,000美元。在2016年，约73万美元從其交易所的客户帐户被盗去。 2018年10月，Bitfinex 與銀行業務的關係再次遇上危機。其管理團隊指出，"Bitfinex於10月7日並沒有出現資不抵債的情況。"研究顯示，Bitfinex對比特幣的價格操縱佔2017年末比特幣價格上漲的一半左右。 同年，Bitfinex宣布成爲EOS超級節點候選團隊。

## 歷史
Bitfinex於2012年12月成立，透過點對點融資市場，Bitfinex提供槓桿保證金交易，讓使用者可以安全地進行高達3.3倍的槓桿交易。Bitfinex 最初以比特币P2P保證金借貸平台為核心服務，後來增加了加密货币服務。 在2015年5月黑客入侵期间，1500个比特币被盗。 於2016年，Bitfinex成为Bitfinex黑客的主题。價值7200万美元的比特币從该公司的客户賬戶中被盗。 接著，比特幣的交易價格暴跌百分之20。在得知事件后，Bitfinex 停止所有比特币提款和交易。
2017年4月，Bitfinex宣布在Wells Fargo切斷其電匯服務后，美元提款服務被拖延处理。同年6月25日，Bitfinex宣布將於同年7月1日起支持EOS以USD，BTC和ETH作配對的交易。
2018年2月13日，Bitfinex發佈EOSfinex-建立在EOS.IO（页面存档备份，存于）平臺上的交易所。 3月，Bitfinex确認將其業務搬遷至瑞士。5月，Bitfinex通过电子邮件詢問其用户有關税收的详细信息以便在適當時候遞交給政府部門。 同年6月22日，菲尔波特（Phil Potter）Bitfinex的首席战略官確認離職。
在2019年2月12日，Bifinex對外公佈已經推出其更新版本的電話應用程式，Iphone以及Android的用戶都能於應用商店下載享用。 同月，Bifinex亦宣布支持BitTorrent以BTC及USD作配對的交易。

## Tether
Tether（泰達幣）於2014年發行，以區塊鏈為基礎的平台，透過數位方式促進法定貨幣的使用。
Tether突破傳統金融體系的運作，透過區塊鏈取得法定貨幣，且不像其他加密貨幣有價格劇烈波動和複雜性的問題。Tether 希望“建立一个更公平、更互联、更易于访问的全球金融体系”。Tether首席执行官 Paolo Ardoino声称有超过 3 亿人正在使用Tether。
作為第一個法幣數位化應用的區塊鏈平台（如同穩定的會計單位），Tether已廣泛透過區塊鏈進行法幣交易。

### Bitfinex 和 USDT 的關係
Bitfinex 和 USDT 都是由其母公司 iFinex Inc 管理運營的，所以普遍認為 Bitfinex 和 USDT 是兄弟公司，但更準確地說 Bitfinex 和 USDT 幾乎是同一批人掌握的公司。